# Click Airways International
Click Airways International is een Armeense luchtvrachtmaatschappij met haar thuisbasis in Jerevan. Zij voert vanuit Sharjah in de Verenigde Arabische Emiraten chartervluchten uit en is gelieerd aan Click Airways Kyrgiezistan.

## Geschiedenis
Click Airways International is opgericht in 2006.

## Vloot
De vloot van Click Airways International bestaat uit: (april 2007)
- 1 Ilyushin IL-76TD